# East Chicago
East Chicago – miasto w Stanach Zjednoczonych, w stanie Indiana, w hrabstwie Lake.

## Znane osoby
Z East Chicago pochodzi Bridget Pettis, amerykańska koszykarka, obecnie trenerka koszykarska.

## Gospodarka
W mieście rozwinął się przemysł środków transportu, metalowy, metalurgiczny oraz rafineryjny.